# Municipio de Coolspring (Pensilvania)
El municipio de Coolspring  (en inglés: Coolspring Township) es un municipio ubicado en el condado de Mercer en el estado estadounidense de Pensilvania. En el año 2000 tenía una población de 2.287 habitantes y una densidad poblacional de 46.0 personas por km².

## Geografía
El municipio de Coolspring se encuentra ubicado en las coordenadas 41°14′30″N 80°15′29″O / 41.24167, -80.25806.

## Demografía
Según la Oficina del Censo en 2000 los ingresos medios por hogar en la localidad eran de $37,106 y los ingresos medios por familia eran $43,654. Los hombres tenían unos ingresos medios de $31,422 frente a los $21,184 para las mujeres. La renta per cápita para la localidad era de $17,724. Alrededor del 10,4% de la población estaban por debajo del umbral de pobreza.